# Hale Center
Hale Center – miasto w Stanach Zjednoczonych, w stanie Teksas, w hrabstwie Hale.